# Liste der Kulturgüter in Reutigen
Die Liste der Kulturgüter in Reutigen enthält alle Objekte in der Gemeinde Reutigen im Kanton Bern, die gemäss der Haager Konvention zum Schutz von Kulturgut bei bewaffneten Konflikten, dem Bundesgesetz vom 20. Juni 2014 über den Schutz der Kulturgüter bei bewaffneten Konflikten sowie der Verordnung vom 29. Oktober 2014 über den Schutz der Kulturgüter bei bewaffneten Konflikten unter Schutz stehen.
Objekte der Kategorie A sind im Gemeindegebiet nicht ausgewiesen, Objekte der Kategorie B sind vollständig in der Liste enthalten, Objekte der Kategorie C fehlen zurzeit (Stand: 4. April 2024). Unter übrige Baudenkmäler sind geschützte Objekte zu finden, die im Bauinventar des Kantons Bern als «schützenswert» verzeichnet sind.

## Kulturgüter
| Foto |                                                              | Objekt                           | Kat. | Typ | Standort                      | Beschreibung |
| ---- | ------------------------------------------------------------ | -------------------------------- | ---- | --- | ----------------------------- | --- |
| BW   | Datei hochladen · Wikidata zu Reformierte Kirche (Q29674610) | Reformierte Kirche KGS-Nr.: 1170 | B    | G   | Kirchweg 5, 7 613840 / 171345 | Das ursprünglich aus dem 12. oder frühen 13. Jahrhundert stammende Kirchengebäude ist eine Saalkirche mit eingezogenem Rechteckchor unter Satteldach. Im Nordwesten ist eine Sakristei angebaut, im Südwesten eine gedeckte Vorhalle. Der Chor wird von einem polygonalen Spitzhelm überhöht. Erhalten geblieben sind Wandmalereien aus dem 14./15. Jahrhundert. |

## Übrige Baudenkmäler
Hinweis: Anstelle der KGS-Nummer wird als Objekt-Identifikator (ID) die Grundstücksnummer verwendet.
| ID            | Foto |                                                              | Objekt                                          | Typ | Standort                                     | Beschreibung |
| ------------- | ---- | ------------------------------------------------------------ | ----------------------------------------------- | --- | -------------------------------------------- | ------------ |
| 6             | BW   | Datei hochladen                                              | Ehemaliges Schulhaus (1826)                     | G   | Dorfplatz 2 613935 / 171386                  |              |
| 21            | BW   | Datei hochladen                                              | Wohnhaus / Sägerei (1921)                       | G   | Zwieselberg, Hani 5 614737 / 172788          |              |
| 35            | BW   | Datei hochladen                                              | Bauernhaus (1617)                               | G   | Stockentalstrasse 61 613764 / 171617         |              |
| 41; 380; 887  | BW   | Datei hochladen                                              | Bauernhaus (1727)                               | G   | Allmend 32, 34, 36 614275 / 171540           |              |
| 52; 229; 378  | BW   | Datei hochladen                                              | Bauernhaus (2. Hälfte 16. Jh.)                  | G   | Simmenfluhweg 3, 3a, 3b, 3c 613787 / 171537  |              |
| 73            | BW   | Datei hochladen                                              | Bauernhaus (1760)                               | G   | Simmenfluhweg 4 613752 / 171557              |              |
| 106; 112      | BW   | Datei hochladen                                              | Ehemaliges Bauernhaus (1613)                    | G   | Mattenweg 5, 7 613997 / 171345               |              |
| 146           | ja   | Datei hochladen · Wikidata zu Bauernhaus (1708) (Q114569065) | Bauernhaus (1708)                               | G   | Zwieselberg, Untere Gasse 56 613557 / 173289 |              |
| 180           | BW   | Datei hochladen                                              | Bauernhaus (1788)                               | G   | Stockentalstrasse 2 614499 / 171041          |              |
| 198           | BW   | Datei hochladen                                              | Bauernhaus (1698)                               | G   | Simmenfluhweg 23 613837 / 171469             |              |
| 211; 257; 826 | BW   | Datei hochladen                                              | Ehemaliges Bauernhaus (1. Hälfte 17. Jh.)       | G   | Simmenfluhweg 17, 19, 21 613821 / 171458     |              |
| 225           | BW   | Datei hochladen                                              | Wirtshaus (1762)                                | G   | Zwieselberg, Glütsch 8 614309 / 172606       |              |
| 253           | BW   | Datei hochladen                                              | Wohnhaus (1700)                                 | G   | Zwieselberg, Neuhaus 47 613780 / 173024      |              |
| 255           | BW   | Datei hochladen                                              | Bauernhaus (1676)                               | G   | Kirchweg 2 613912 / 171410                   |              |
| 288           | BW   | Datei hochladen                                              | Bauernhaus (1684)                               | G   | Stockentalstrasse 104 612881 / 172198        |              |
| 280           | BW   | Datei hochladen                                              | Bauernhaus (1735)                               | G   | Allmend 60 614356 / 171412                   |              |
| 312           | BW   | Datei hochladen                                              | Speicher (1665)                                 | G   | Stockentalstrasse 14a 614327 / 171234        |              |
| 410           | BW   | Datei hochladen                                              | Ofenhaus-Speicher mit Stube (1. Hälfte 19. Jh.) | G   | Dorfstrasse 2a 613937 / 171458               |              |
| 410           | BW   | Datei hochladen                                              | Bauernhaus (1542)                               | G   | Stockentalstrasse 44 613908 / 171463         |              |
| 468           | BW   | Datei hochladen                                              | Bauernhaus (3. Viertel 18. Jh.)                 | G   | Allmend 68 614407 / 171366                   |              |
| 500; 520      | BW   | Datei hochladen                                              | Ehemaliges Bauernhaus (1. Hälfte 19. Jh.)       | G   | Allmend 52, 54 614314 / 171461               |              |
| 545           | BW   | Datei hochladen                                              | Stubenanbau (1687)                              | G   | Dorfplatz 1a 613937 / 171361                 |              |
| 545           | BW   | Datei hochladen                                              | Brunnen (19. Jh.)                               | K   | Reutigen (Vordorf) N.N. 613952 / 171379      |              |
| 567           | BW   | Datei hochladen                                              | Bauernhaus (19. Jh.)                            | G   | Längenweg 2 613816 / 171533                  |              |
| 567           | BW   | Datei hochladen                                              | Bauernhaus (19. Jh.)                            | G   | Stockentalstrasse 57 613815 / 171537         |              |
| 582           | BW   | Datei hochladen                                              | Brunnen (19. Jh.)                               | K   | Schwigrueben N.N. 614081 / 171596            |              |
| 662           | BW   | Datei hochladen                                              | Pfarrhaus (1764/65)                             | G   | Kirchweg 4 613873 / 171376                   |              |
| 815           | BW   | Datei hochladen                                              | Bauernhaus (1613)                               | G   | Dorfplatz 1 613937 / 171361                  |              |
| 866           | BW   | Datei hochladen                                              | Ehemalige Herberge (1831)                       | G   | Grabenweg 12 613368 / 171769                 |              |
| 866           | BW   | Datei hochladen                                              | Ofenhaus (1831)                                 | G   | Grabenweg 12a 613356 / 171740                |              |
| 886           | BW   | Datei hochladen                                              | Bauernhaus (1676)                               | G   | Stockentalstrasse 41 613921 / 171413         |              |